# 極點分離
極點分離（Pole splitting）是在放大器電路中進行頻率補償時，可能會出現的現象。若在放大器的輸入側和輸出側加上电容器，希望將最低頻率的极点（多半在輸入側）時，極點分離會使次低的極點頻率提高。此極點的移動會提昇放大器的穩定性，也會改善其階躍響應，但其速度會變慢。

## 舉例

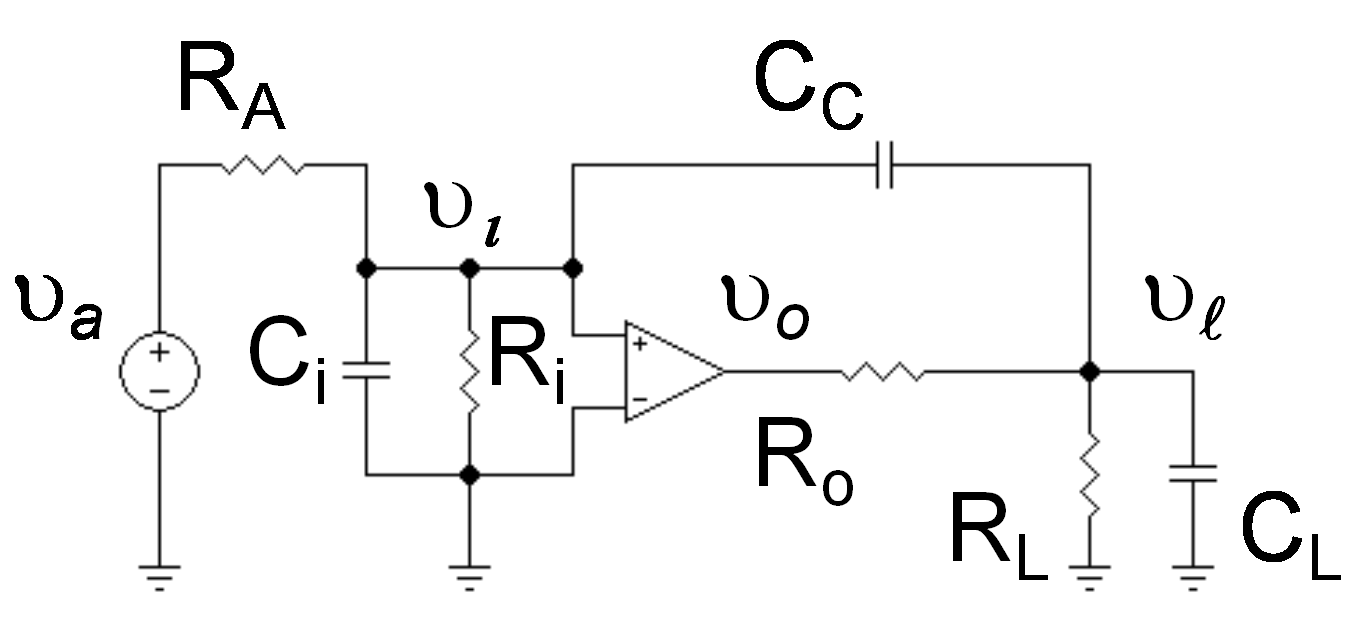
圖1：在輸入和輸出之間有補償電容器C_{C}的運算放大器。運算放大器有輸入阻抗R_{i}和輸出阻抗R_{o}

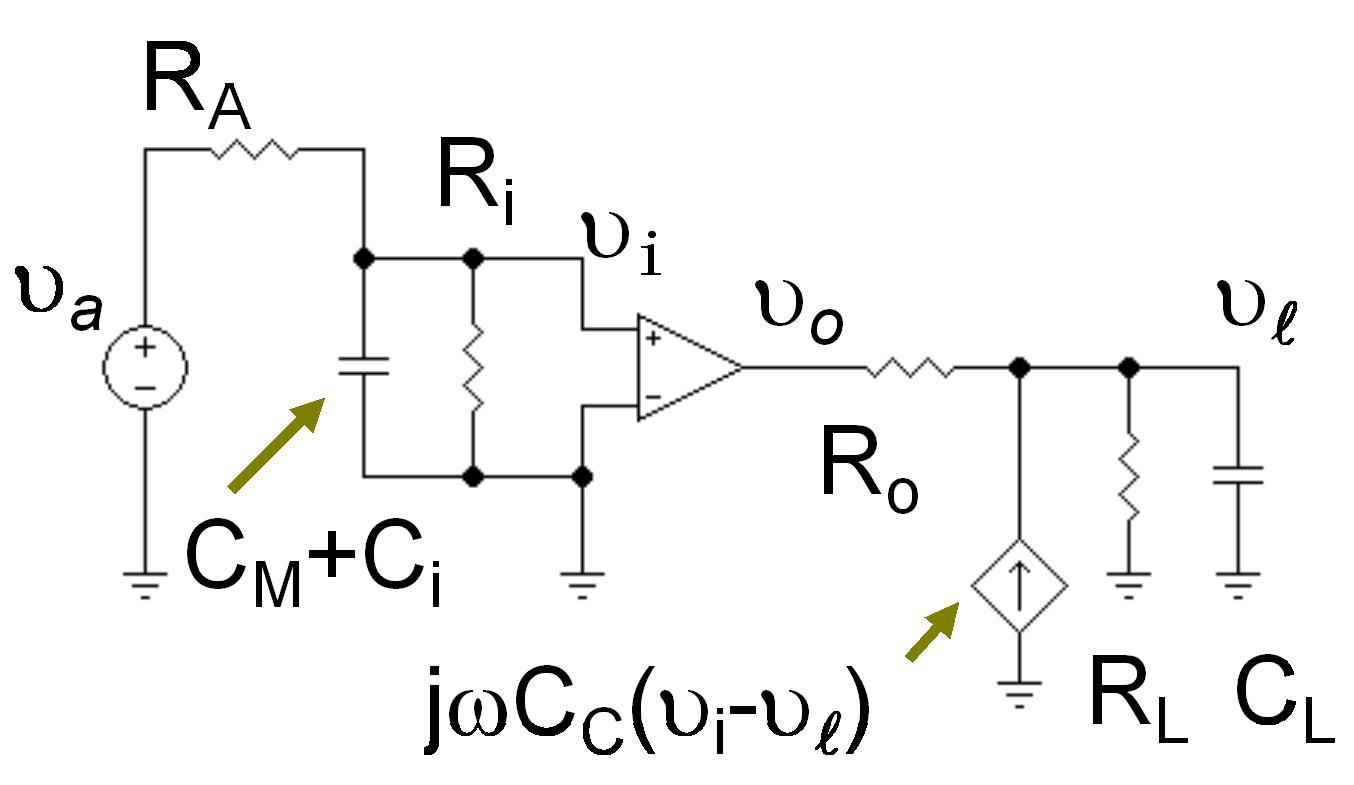
圖2：用密勒定理轉換後的電路，將輔償電容轉換為輸入側的密勒電容，以及輸出側隨頻率變化的電流源

這些例子可以看出在圖1的運算放大器中加入電容器CC，有兩個目的：使得放大器最低頻的極點頻率再降低，並且將次低頻率的極點頻率提高。圖1的放大器其低頻的極點是因為加入的輸入阻抗Ri以及電容Ci，其時間常數是Ci ( RA || Ri )。因為密勒定理的緣故，此極點的頻率會降低。此放大器有一個頻率較高的極點，是因為負載電阻RL和電容CL，其時間常數是CL ( Ro || RL )。此極點的頻率會因為密勒放大的補償電容器CC影響了輸出電壓分壓器的頻率相依關係，因此頻率會提高。
第一個目的，也就是將最低頻率極點的頻率調低，可以用類似密勒效应條目中的作法。依照密勒定理中所述的程序，圖1的電路可以轉換為圖2的電路，兩者在電氣上是等效的。將基爾霍夫電路定律應用在圖2的輸入側，可以找到給理想運算放大器的電壓是信號電壓{\displaystyle \ v_{a}}的函數
{\displaystyle {\frac {v_{i}}{v_{a}}}={\frac {R_{i}}{R_{i}+R_{A}}}{\frac {1}{1+j\omega (C_{M}+C_{i})(R_{A}\|R_{i})}}\ ,}
其滾降從頻率f1開始
{\displaystyle {\begin{aligned}f_{1}&={\frac {1}{2\pi (C_{M}+C_{i})(R_{A}\|R_{i})}}\\&={\frac {1}{2\pi \tau _{1}}}\ ,\\\end{aligned}}}
其中的{\displaystyle \tau _{1}}是最低極點的時間常數，比原始的時間常數要低，原始的時間常數對應CC = 0 F時，是{\displaystyle {\frac {1}{2\pi C_{i}(R_{A}\|R_{i})}}}。
若考慮第二個目的，讓較高頻率的極點頻率再往上增加，需要看電路的輸出側，輸出側為整體增益增加了第二個因子，也有額外的頻率相依性，電壓{\displaystyle \ v_{o}}是由理想放大器的增益決定的
{\displaystyle \ v_{o}=A_{v}v_{i}\ .}
利用這個關係，再在輸出側應用基爾霍夫電路定律，可以得到負載電壓{\displaystyle v_{\ell }}相對於運算放大器輸入電壓{\displaystyle \ v_{i}}的函數：
{\displaystyle {\frac {v_{\ell }}{v_{i}}}=A_{v}{\frac {R_{L}}{R_{L}+R_{o}}}\,\!}{\displaystyle \cdot {\frac {1+j\omega C_{C}R_{o}/A_{v}}{1+j\omega (C_{L}+C_{C})(R_{o}\|R_{L})}}\ .}
這個運算式可以結合輸入側電路的增益，得到整體增益是
{\displaystyle {\frac {v_{\ell }}{v_{a}}}={\frac {v_{\ell }}{v_{i}}}{\frac {v_{i}}{v_{a}}}}
{\displaystyle =A_{v}{\frac {R_{i}}{R_{i}+R_{A}}}\cdot {\frac {R_{L}}{R_{L}+R_{o}}}\,\!}{\displaystyle \cdot {\frac {1}{1+j\omega (C_{M}+C_{i})(R_{A}\|R_{i})}}\,\!}{\displaystyle \cdot {\frac {1+j\omega C_{C}R_{o}/A_{v}}{1+j\omega (C_{L}+C_{C})(R_{o}\|R_{L})}}\ .}
增益公式中是一個單純的二階響應，有二個時間常數（其中也有一個零點，假設放大器增益Av很大的話，此零點只有在很高頻率才需要考慮，目前的討論可以假設分子是1）。不過，雖然放大器看似二極的行為，但這二個時間常數比上述的要複雜，因為密勒電容中有藏著一個頻率相依性，在較高頻時就需要考慮。假設輸出R-C乘積CL ( Ro || RL )，對應一個比低頻極點頻率要高很多的頻率。那麼密勒電容的值就不能用密勒近似的公式，需要用精確值。根據密勒定理，密勒電容為
{\displaystyle {\begin{aligned}C_{M}&=C_{C}\left(1-{\frac {v_{\ell }}{v_{i}}}\right)\\&=C_{C}\left(1-A_{v}{\frac {R_{L}}{R_{L}+R_{o}}}{\frac {1+j\omega C_{C}R_{o}/A_{v}}{1+j\omega (C_{L}+C_{C})(R_{o}\|R_{L})}}\right)\ .\\\end{aligned}}}
（針對一個正的密勒電容，Av為負值）。將此結果代入增益公式中，增益可以改寫如下：
{\displaystyle {\frac {v_{\ell }}{v_{a}}}=A_{v}{\frac {R_{i}}{R_{i}+R_{A}}}{\frac {R_{L}}{R_{L}+R_{o}}}{\frac {1+j\omega C_{C}R_{o}/A_{v}}{D_{\omega }}}\ ,}
其中Dω是ω的二次式：
{\displaystyle D_{\omega }\,\!} {\displaystyle =[1+j\omega (C_{L}+C_{C})(R_{o}\|R_{L})]\,\!} {\displaystyle \cdot \ [1+j\omega C_{i}(R_{A}\|R_{i})]\,\!} {\displaystyle \ +j\omega C_{C}(R_{A}\|R_{i})\,\!} {\displaystyle \cdot \left(1-A_{v}{\frac {R_{L}}{R_{L}+R_{O}}}\right)\,\!} {\displaystyle \ +(j\omega )^{2}C_{C}C_{L}(R_{A}\|R_{i})(R_{O}\|R_{L})\ .}
上述的二次式可以改寫如下：
{\displaystyle \ D_{\omega }=(1+j\omega {\tau }_{1})(1+j\omega {\tau }_{2})}
{\displaystyle =1+j\omega ({\tau }_{1}+{\tau }_{2}))+(j\omega )^{2}\tau _{1}\tau _{2}\ ,\ }
其中{\displaystyle \tau _{1}} and {\displaystyle \tau _{2}}是Dω公式中結合了電阻和電容的值。。可以對應放大器二個極點的時間常數。其中一個是比較大，假設{\displaystyle \tau _{1}}是較大的時間常數，對應最低的極點，另外再假設{\displaystyle \tau _{1}} >> {\displaystyle \tau _{2}}（若要有良好的階躍響應，會需要{\displaystyle \tau _{1}} >> {\displaystyle \tau _{2}}，可以看以下的如何選擇CC章節）
在放大器最低極點還低的頻段，ω的線性項比二次項影響更大，因此Dω的低頻特性為：
{\displaystyle {\begin{aligned}\ D_{\omega }&=1+j\omega [(C_{M}+C_{i})(R_{A}\|R_{i})+(C_{L}+C_{C})(R_{o}\|R_{L})]\\&=1+j\omega (\tau _{1}+\tau _{2})\approx 1+j\omega \tau _{1}\ ,\ \\\end{aligned}}}
其中的CM會用密勒效应重新定義為

{\displaystyle C_{M}=C_{C}\left(1-A_{v}{\frac {R_{L}}{R_{L}+R_{o}}}\right)\ ,}
就是之前低頻計算的密勒電容。以此基礎下，假設{\displaystyle \tau _{1}} >> {\displaystyle \tau _{2}}，可以確定{\displaystyle \tau _{1}}。因為CM很大，時間常數{\displaystyle {\tau }_{1}}遠大於其原始值Ci ( RA || Ri ).
在高頻時平方項影響較小，假設上述有關{\displaystyle \tau _{1}} 的結果有效，對應較高頻率的第二個時間常數，可以由Dω的二次項求得，為
{\displaystyle \tau _{2}={\frac {\tau _{1}\tau _{2}}{\tau _{1}}}\approx {\frac {\tau _{1}\tau _{2}}{\tau _{1}+\tau _{2}}}\ .}
將平方項係數的公式代到{\displaystyle \tau _{1}\tau _{2}}，再加上 {\displaystyle \tau _{1}}的估計值，可以得到第二個極點的估計位置：
{\displaystyle {\begin{aligned}\tau _{2}&={\frac {(C_{C}C_{L}+C_{L}C_{i}+C_{i}C_{C})(R_{A}\|R_{i})(R_{O}\|R_{L})}{(C_{M}+C_{i})(R_{A}\|R_{i})+(C_{L}+C_{C})(R_{o}\|R_{L})}}\\&\approx {\frac {C_{C}C_{L}+C_{L}C_{i}+C_{i}C_{C}}{C_{M}}}(R_{O}\|R_{L})\ ,\\\end{aligned}}}
因為CM很大，{\displaystyle \tau _{2}}會比原來的值CL ( Ro || RL )要小，也就是說，較高頻率的極點其頻率會因為CC而提高.。
簡單來說，導入CC降低低頻極點，提高高頻極點。因此符合「極點分離」字面上的意思。

### 如何選擇CC

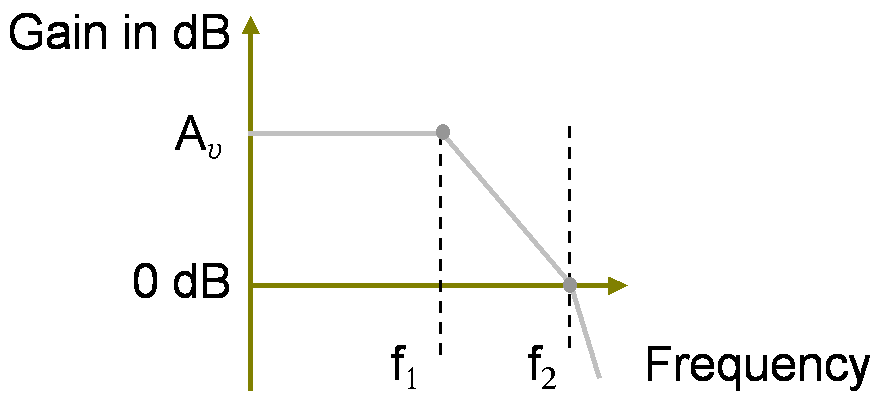
圖3：二極點放大器設計的理想波德圖。第一個極點在f_{1}，增益以20 dB / decade的斜率下降，第二點極點在f_{2}'，增益以40 dB / decade的斜率下降

在一般的應用中，傳統放大器設計（稱為「主極點」或「單極點補償」）會要求放大器增益在轉角頻率處以20 dB/decade的斜率下降，降到0 dB增益，甚至更低
。在此設計下，放大器會穩定，而且有近乎最佳的階躍響應，類似增益為1的電壓緩衝器。而二極點補償是更冒險的作法。
在設計中選擇f2的方式如圖3所示。在最低極點f1處，波德增益圖開始以20 dB/decade的斜率下降。其目的是要維持20 dB/decade的下降斜率，一直到0dB為止，並且取20 log10 Av增益（以dB）表示的下降量，除以希望的頻率變化（在log頻率尺度上），( log10 f2  − log10 f1 ) = log10 ( f2 / f1 ），就是這段的斜率
斜率  {\displaystyle =20{\frac {\mathrm {log_{10}} (A_{v})}{\mathrm {log_{10}} (f_{2}/f_{1})}}\ ,}
若f2 = Av f1，上述的值會是是20 dB/decade。若f2沒有這麼大，波德圖的第二個轉折會發生在增益降到0 dB之前，這會讓穩定性變差，而且階躍響應也會不好。
圖3也說明了正確的增益和頻率的關係，第二個極點至少要是第一個極點的Av倍。此增益會因為放大器輸入和輸出的電壓分配定則而減少一點，因此要修正輸入和輸出電壓分配下的Av，使用良好階躍響應下的「極點—比例條件」（pole-ratio condition）可得：
{\displaystyle {\frac {\tau _{1}}{\tau _{2}}}\approx A_{v}{\frac {R_{i}}{R_{i}+R_{A}}}\cdot {\frac {R_{L}}{R_{L}+R_{o}}}\ ,}
利用上述時間常數的近似，可以得到
{\displaystyle {\frac {\tau _{1}}{\tau _{2}}}\approx {\frac {(\tau _{1}+\tau _{2})^{2}}{\tau _{1}\tau _{2}}}\approx A_{v}{\frac {R_{i}}{R_{i}+R_{A}}}\cdot {\frac {R_{L}}{R_{L}+R_{o}}}\ ,}
或
{\displaystyle {\frac {[(C_{M}+C_{i})(R_{A}\|R_{i})+(C_{L}+C_{C})(R_{o}\|R_{L})]^{2}}{(C_{C}C_{L}+C_{L}C_{i}+C_{i}C_{C})(R_{A}\|R_{i})(R_{O}\|R_{L})}}\,\!} {\displaystyle {\color {White}\cdot }=A_{v}{\frac {R_{i}}{R_{i}+R_{A}}}\cdot {\frac {R_{L}}{R_{L}+R_{o}}}\ ,}

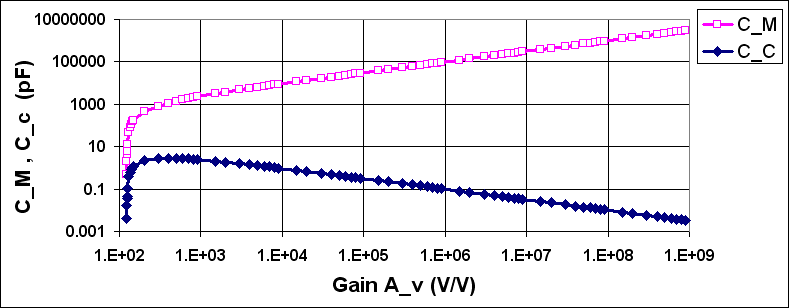
圖4：用Microsoft Excel繪出低頻率C_{M}的密勒電容C_{M}（上方）以及補償電容C_{C}（下方） 和增益的函數關係，電容的單位是pF

這是一個可以求得CC近似值的二次式。圖4是此式的圖形。在低增益時放大器在沒有補償時就滿足極點－增益條件（在圖中低增益時的補償電容器CC很小），但增益增加時，因為需要的極點增益快速上昇，補償電容器就越來越重要（在圖4時，補償電容器隨頻率迅速的增加）。若增益更大時，因為CC的密勒放大作用，會隨著增益而增加（可以參考密勒方程式），因此必要的CC會隨著增益增加而減少。
若考慮設計的不確定性，保留較多的安全預度，Av會設計成等式右邊Av值的兩倍或三倍。可以參考Sansen或Huijsing的參考資料

### 迴轉率
上述都是小信號分析。不過若用在大信號時，因為補償電容器需要充電和放電，會對放大器的迴轉率有不良的影響。而且因為需要為CC充電，會限制斜坡函數輸入下的響應。